# The Elephants of Mars
The Elephant of Mars è il diciottesimo album in studio del chitarrista statunitense Joe Satriani, pubblicato l'8 aprile 2022 da earMUSIC.

## Tracce
1. Sahara – 4:37
2. The Elephant of Mars – 5:22
3. Faceless – 4:49
4. Blue Foot Groovie – 5:10
5. Tension and Release – 5:50
6. Sealing the Seas of Galimede – 3:30
7. Doors of Perception – 3:18
8. E 104th St NYC 1973 – 5:37
9. Pumpin' – 3:22
10. Dance of the Spores – 6:20
11. Night Scene – 4:34
12. Through A Mother's Day Darkly – 4:13
13. 22 Memory Lane – 4:12
14. Desolation – 3:20

## Formazione
- Joe Satriani – chitarra, banjo, tastiera, fischio, battimani
- Chris Chaney – chitarra
- Eric Caudieux – tastiera
- Mark Menghi – basso
- Kenny Aronoff – batteria